# Feldbergstraße 47

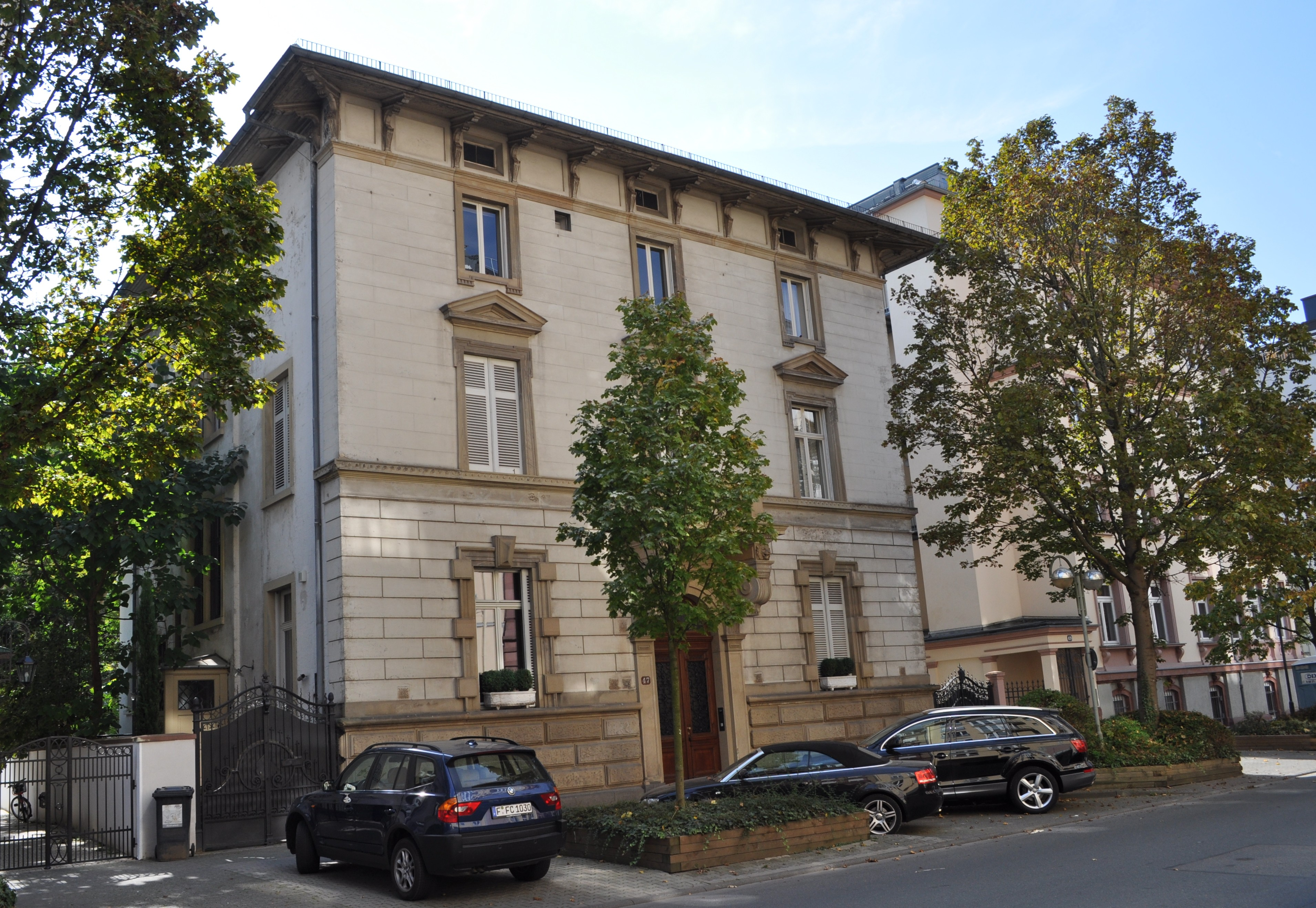
Die Villa Feldbergstraße 47 im Jahr 2011

Die Stadtvilla Feldbergstraße 47 ist ein unter Denkmalschutz stehendes Gebäude in der Feldbergstraße im Frankfurter Stadtteil Westend. Die Villa der Gründerzeit orientiert sich an Beispielen oberitalienischer Palastarchitektur in Renaissance und Barock.

## Geschichte
1883 ließ der Architekt August Albert die Villa als eines der ersten Gebäude in der Umgebung bauen. Albert war Mitinhaber von Schaffner & Albert, der Baufirma, die das 1908 eröffnete Gebäude des Physikalischen Vereins erbaute. Albert war außerdem ein Enkel von Johann Valentin Albert, der den Physikalischen Verein 1824 mitgegründet hatte.
Das Gebäude wurde 1926 für 95.000 Reichsmark von der Witwe August Alberts an den Physikalischen Verein verkauft. Im Gebäude wurde das Institut für Meteorologie von Franz Linke untergebracht, das hier am 1. April 1926 einzog. Linke wollte in seinem Institut zusätzlich zur wissenschaftlichen Arbeit einen Wetterdienst einrichten. Diese Pläne wollte er unabhängig von der 1914 gegründeten Goethe-Universität Frankfurt umsetzen und schloss daher persönlich den Mietvertrag mit dem Physikalischen Verein ab. Die Wetterdienststelle brachte Einkünfte, mit denen aufgenommene Hypotheken und Darlehen bezahlt wurden.
1933 wurde das Gebäude durch einen zweigeschossigen Anbau an der Gartenseite erweitert. Auch das Gebäude wurde an der Gartenseite um zwei Etagen erhöht. Auf dem Dach des Gebäudes wurde ein 4,80 m hoher Turm für meteorologische Beobachtungen errichtet.
Das Gebäude blieb im Zweiten Weltkrieg im Gegensatz zum Hauptgebäude des Physikalischen Vereins unbeschädigt. Nach dem Krieg zogen daher kurzzeitig auch die astronomische Abteilung des Vereins sowie das Institut für Geschichte der Naturwissenschaften in das Gebäude Feldbergstraße ein, eine Rückkehr war erst 1952 möglich. In den Nachkriegsjahren waren im Gebäude außerdem ein Teil des Wirtschaftsamt der Stadt Frankfurt sowie das Geographische Institut der Universität untergebracht.
Nach dem Krieg wurde das Gebäude ausgebaut und erweitert. Im Garten wurde ein Pavillon als Erweiterung errichtet, trotzdem reichte der Platz für das Institut nicht, sodass in verschiedenen umliegenden Gebäuden einzelne Etagen angemietet wurden.
In den 1980er Jahren wurde das Gebäude unter Denkmalschutz gestellt. 1994/95 wurden Turm sowie Gebäudeerhöhung zurückgebaut. Die historische Dachform wurde wieder hergestellt. Auch im Inneren der Villa fanden einige Restaurierungsarbeiten statt. Das Gebäude war im Besitz des Physikalischen Vereins geblieben und weiterhin an die Universität vermietet. Nach dem Auszug der Universität auf den neuen Campus Riedberg wurde das Gebäude durch den Physikalischen Verein im Jahr 2007 verkauft. Es wird heute wieder als privates Wohnhaus genutzt.